# 戴璉
戴璉（1430年—？），字廷獻，江西饒州府浮梁縣人，明朝政治人物。進士出身。

## 生平
江西鄉試第七十一名。成化二年（1466年）丙戌科會試第一百九十一名，殿試登進士第三甲第二百二十五名。

## 家族
曾祖父戴壽。祖父戴嗣安，贈參議。父亲戴爵。